# John Kundla
John Albert Kundla (Star Junction, 3 luglio 1916 – Minneapolis, 23 luglio 2017) è stato un allenatore di pallacanestro e dirigente sportivo statunitense, attivo nella NBL, nella BAA, nella NBA e nella NCAA.
È membro del Naismith Memorial Basketball Hall of Fame dal 1995.

## Statistiche

### Allenatore
| Stagione | Squadra                  | Regular Season | Regular Season | Regular Season | Regular Season | Regular Season            | Post Season                                             |
| Stagione | Squadra                  | V              | P              | % V            | G              | Posizione finale          | Post Season                                             |
| -------- | ------------------------ | -------------- | -------------- | -------------- | -------------- | ------------------------- | ------------------------------------------------------- |
| 1947-48  | Minneapolis Lakers (NBL) | 43             | 17             | 71,7           | 60             | 1º nella Western Division | Campione NBL                                            |
| 1948-49  | Minneapolis Lakers (BAA) | 44             | 16             | 73,3           | 60             | 2º nella Western Division | Campione BAA                                            |
| 1949-50  | Minneapolis Lakers (NBA) | 51             | 17             | 75,0           | 68             | 1º nella Central Division | Campione NBA                                            |
| 1950-51  | Minneapolis Lakers       | 44             | 24             | 64,7           | 68             | 1º nella Western Division | Sconfitto alle Finali di Division dai Royals (1-3)      |
| 1951-52  | Minneapolis Lakers       | 40             | 26             | 60,6           | 66             | 2º nella Western Division | Campione NBA                                            |
| 1952-53  | Minneapolis Lakers       | 48             | 22             | 68,6           | 70             | 1º nella Western Division | Campione NBA                                            |
| 1953-54  | Minneapolis Lakers       | 46             | 26             | 63,9           | 72             | 1º nella Western Division | Campione NBA                                            |
| 1954-55  | Minneapolis Lakers       | 40             | 32             | 55,6           | 72             | 2º nella Western Division | Sconfitto alle Finali di Division dai Pistons (1-3)     |
| 1955-56  | Minneapolis Lakers       | 33             | 39             | 45,8           | 72             | 2º nella Western Division | Sconfitto alle Semifinali di Division dagli Hawks (1-2) |
| 1956-57  | Minneapolis Lakers       | 34             | 38             | 47,2           | 72             | 2º nella Western Division | Sconfitto alle Finali di Division dagli Hawks (0-3)     |
| 1957-58  | Minneapolis Lakers       | 10             | 23             | 30,3           | 33             | 4º nella Western Division |                                                         |
| 1958-59  | Minneapolis Lakers       | 33             | 39             | 45,8           | 72             | 2º nella Western Division | Sconfitto alle NBA finals dai Celtics (0-4)             |
|          | Carriera BAA-NBA         | 423            | 302            | 58,3           | 725            |                           |                                                         |
|          | Carriera NBL-BAA-NBA     | 466            | 319            | 58,6           | 785            |                           |                                                         |

## Palmarès
- Campione NBL (1947)
- Campione BAA (1949)
- Campionato NBA: 4

Minneapolis Lakers: 1950, 1952, 1953, 1954
- 4 volte allenatore all'NBA All-Star Game (1951, 1952, 1953, 1954)
- Inserito tra i Top 10 Coaches in NBA History nel 1996